# Антоненко, Григорий Николаевич
Григорий Николаевич Антоненко (28 августа 1927, Приазовский район — 13 января 2017, Запорожье) — советский, украинский актёр театра и кино, Народный артист Украины (1996).

## Биография
Творческую деятельность начал 18 октября 1943 года в составе балета театра Запорожского музыкально-драматического театра имени Николая Щорса. После окончания театральной студии стал полноправным членом труппы.
В репертуарном списке артиста 210 ролей.
В 1950-х годах выступал под псевдонимом Евгений Медведев в Киевском джазовом эстрадном оркестре «Днепр» с интермедиями и как конферансье в паре с Николаем Гринько.

## Роли в театре
- «Королева чардаша» И. Кальмана — Мишка
- «Принцесса цирка» И. Кальмана — Пеликан
- «Сватанье на Гончаровке» Г. Квитки-Основ’яненко — Прокоп Шкурат
- «Мамай» К. Карпенка — хан Гирей
- «Тарас Бульба» Н. В. Гоголя — Старый казак
- «Анна Кареніна» по одноимённому роману Л. Толстого — Матвей
- «Ночь, волшебная ночь» В. Попова по Н. Гоголю — Голова
- «Город Солнца» — Профессор Яворницкий
- «Ревизор» Н. В. Гоголя — Земляника
- «Энеида» И. Котляревского — Эвандр
- «Нахлебник» И. Тургенева — Кузовкин (бенефис к 80-летию)
- «Макар Дубрава» А. Е. Корнейчука — Трош
- «Безталаная» И. Карпенка-Карого — Демьян
- «Гибель эскадры» А. Корнейчука — Палад
- «Наталка Полтавка» И. П. Котляревского — Микола
- «Поцелуй Чанити» Ю. Милютина — Рамон
- «Перехватчик» В. Баснера — Тотай
- «Севастопольський вальс» К. Листова — Бессмертный
- «Приключения бравого солдата Швейка» Я. Гашека — Швейк
- «Приятная женщина с цветком и окнами на север» Э. Радзинского — Федя
- «Интердевочка» В. Кунина — Итиро
- «Потомки запорожцев» А. Довженко — Гусак
- «Малыш» А. Горина — Мсье Фонтаж
- «Москаль-чародей» И. Котляревского — Лихой
- «Наполеон и корсиканка» И. Губача — Наполеон
- «Сто тысяч» И. Карпенка-Карого — Калитка

### Роли в кино
- 1970 — Море в огне — вице-адмирал Октябрьский
- 2009 — Дума про Тараса Бульбу — старый козак

## Почётные звания и награды
- Заслуженный артист Украинской ССР (1979)[3]
- Лауреат международного фестиваля «Классика сегодня» за роль Герасима Калитки (Днепродзержинск, 1995)
- Народный артист Украины (1996)[4]
- Лауреат премии областного отделения Украинского фонда культуры имени И. Паторжинского
- Лауреат государственной стипендии[5]